# 2,4-Diaminopyrimidin
2,4-Diaminopyrimidin ist eine heterocyclische organische Verbindung und gehört zur Gruppe der Diaminopyrimidine. Sie ist ein Folsäureantagonist, blockiert also die Synthese von Folsäure in Bakterien. Folsäure ist für viele Bakterien ein wichtiger Wuchsstoff.
Es wird zusammen mit Xanthin zur Untersuchung von ungewöhnlichen Basenpaarungen in der DNA herangezogen.